# Người Ba Na
Người Ba Na (Bahnar; các nhóm nhánh: Jơ Lơng, Rơ Ngao, Glar, Tơ Lô, Bơ Nâm, Kriem, KonKơdeh) là một dân tộc trong số 54 dân tộc tại Việt Nam. Người Ba Na cư trú chủ yếu ở vùng Tây Nguyên, có dân số sấp xỉ 287 nghìn người năm 2019, có đời sống văn hóa tinh thần phong phú và giàu bản sắc. Nét đẹp trong văn hóa được thể hiện ở nhiều mặt, từ hoạt động sản xuất, sinh hoạt hàng ngày đến các lễ hội.

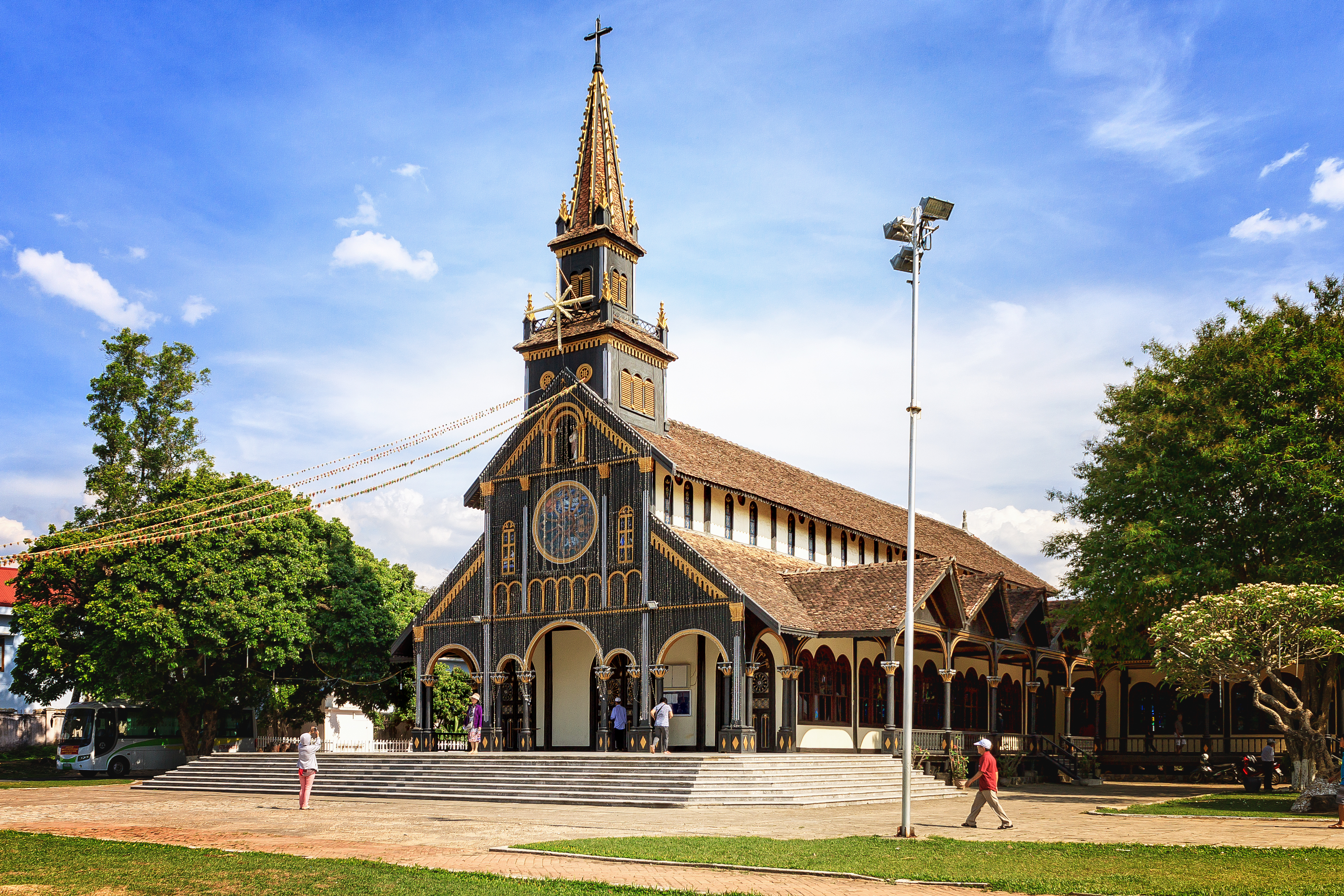
Hình ảnh nhà thờ gỗ Bana Kon Tum

## Địa bàn cư trú

Hình ảnh người Bana Kon Tum

Theo Tổng điều tra dân số và nhà ở năm 2019, người Ba Na ở Việt Nam có dân số 286.910 người, cư trú tại 51 trên tổng số 63 tỉnh, thành phố. Người Ba Na cư trú tập trung tại các tỉnh: 
- Gia Lai (189.367 người, chiếm 11,8% dân số toàn tỉnh và 45,9% tổng số người Ba Na tại Việt Nam),
- Kon Tum (68.799 người, chiếm 12,5% dân số toàn tỉnh và 43,7% tổng số người Ba Na tại Việt Nam),
- Bình Định (21.650 người, chiếm 8,0% tổng số người Ba Na tại Việt Nam),
- Phú Yên (4.680 người, chiếm 1,8 % tổng số người Ba Na tại Việt Nam).

Người Ba Na có nhiều tên gọi khác nhau theo nơi cư trú hay phong tục tập quán mỗi vùng.
Người Ba Na là dân tộc bản địa Việt Nam có từ lâu đời tập trung ở các vùng Tây Nguyên điển hình là hai tỉnh Kon Tum, Gia Lai đây được coi là bản địa cũng như địa bàn cư trú của người Ba Na.

## Ngôn ngữ và các nhóm địa phương
Tiếng Ba Na liên quan đến tiếng Kinh.
Người Ba Na nói tiếng Ba Na thuộc Ngữ chi Ba Na là một ngôn ngữ thuộc Ngữ hệ Nam Á, cùng với đó là Ngữ chi Ba Na và Ngữ chi Việt-Mường thuộc phân nhánh chung của Ngữ hệ Nam Á.

### Các nhóm địa phương người Ba Na
- "Bahnar Jơlơng": Sinh sống tại phía Đông Tp. Kon Tum và huyện Kon Rẫy.
- "Bahnar Rơngao": Sinh sống chủ yếu ở huyện Đắk Hà và Tp. Kon Tum tỉnh Kon Tum. Tiếng Rơngao thuộc nhóm Bahnar Bắc và gần với tiếng Sê Đăng (đặc biệt là nhánh Sơ Drá), là trung gian giữa các nhánh Bahnar và Xơ Đăng. Để dễ hình dung, lấy Tp. Kon Tum làm ranh giới, phía Tây Tp. Kon Tum có nhánh "Bahnar Rơngao", phía Đông huyện Kon Rẫy có nhánh "Bahnar Jơlơng".
- "Bahnar Gơlar": Cư trú ở các huyện Mang Yang, Đắc Đoa và Chư Sê, tỉnh Gia Lai
- "Bahnar Konkơđeh": có nghĩa là người vùng thấp - Ala kông, có thể xem là phân nhóm trung gian giữa nhóm "Bahnar Bơnâm" và "Bahnar Tơlô", sinh sống chủ yếu ở Đak Pơ và phía Nam huyện Kbang. Địa bàn sinh sống của nhóm "Bahnar Kon Kơđeh" cơ bản cư trú trong tiểu vùng núi thấp Đông Nam Gia Lai.
- "Bahnar Kriem": Cư trú ở huyện Vĩnh Thạnh, An Lão, Hoài Ân và Tây Sơn, tỉnh Bình Định
- "Bahnar Tơlô": Cư trú ở huyện Kông Chro và huyện An Khê, tỉnh Gia Lai.
- "Bahnar Bơnâm": Sống ở vùng rừng già (phần lớn thuộc các xã Lơ Ku, Krong huyện Kbang hiện nay). Địa bàn sinh sống cơ bản của nhóm Bahnar Bơnâm cư trú trong tiểu vùng núi cao Đông Bắc Gia Lai. Là tên gọi để chỉ những nhóm Ba Na ở vùng cao hơn (không nhầm lẫn với người Mơ Nâm, một nhánh của người Sê Đăng).[6]
- "Bahnar Roh"...

## Nhà cửa

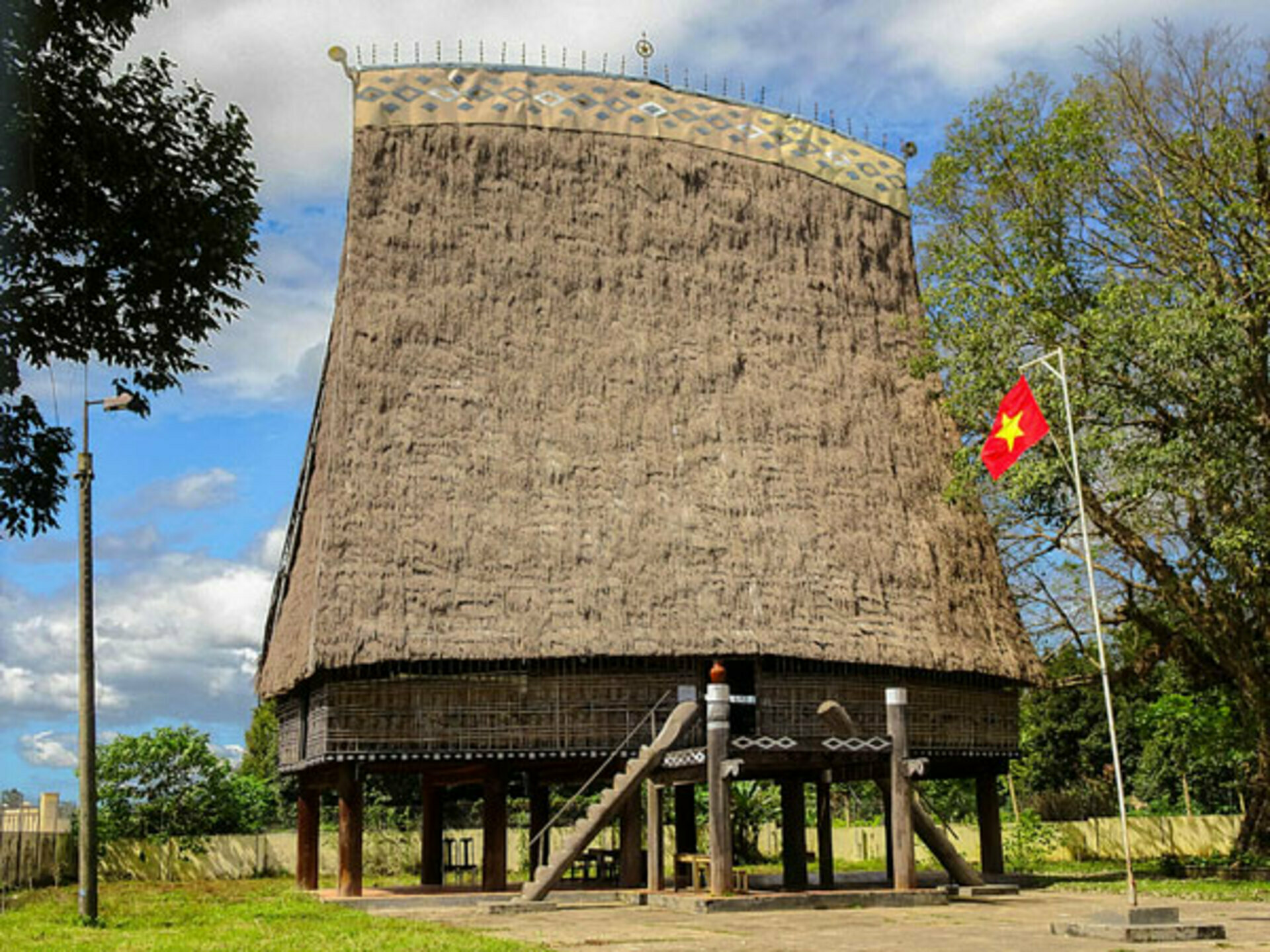
Nhà Rông người Ba Na

Ở mỗi làng có một nhà công cộng là nhà Rông to, đẹp ở giữa làng. Nhà rông cao lớn và đẹp đứng nổi bật giữa làng, đó là trụ sở của làng, nơi các già làng họp bàn việc công, nơi dân làng hội họp, nơi trai chưa vợ và góa vợ ngủ đêm, nơi tiến hành các nghi lễ phong tục của cộng đồng và cũng là nơi tiếp khách lạ vào làng.
Nhà ở của người Ba Na thuộc loại hình nhà sàn. Trước đây khi chế độ gia đình lớn còn thịnh hành, ở vùng người Ba Na sinh sống thường có những căn nhà dài hàng trăm mét, tuy nhiên hiện nay chế độ gia đình lớn không còn nữa, mô hình các gia đình nhỏ với những căn nhà sàn gọn gàng xuất hiện ngày càng nhiều. Nhà sàn ngắn của các gia đình nhỏ là phổ biến. Nhà sàn thường dài từ 7m đến 15m, rộng từ 3m-4m, cao từ 4m-5m, sàn cách mặt đất khoảng 1m đến 1,5m
Mặc dù có nhiều thay đổi, nhưng vẫn tìm được ở nhiều địa phương khác nhau những ngôi nhà Ba Na với những đặc điểm đặc trưng của nhà cổ truyền Ba Na là nhà nóc hình mai rùa hoặc chỉ còn là hai mái chính với hai mái phụ hình khum - dấu vết của nóc hình mai rùa. Chỏm đầu dốc có "sừng" trang trí (với các kiểu khác nhau tùy theo địa phương). Vách che nghiêng theo thế "thượng thu hạ thách". Có nhà, cột xung quanh nhà cũng chôn nghiêng như thế vách. Thang đặt vào một sàn lộ thiên trước cửa nhà. Trên sàn này người ta đặt cối giã gạo (cối chày tay). Điểm đáng chú ý là dưới đáy cối có một cái "ngõng". Khi giã gạo người ta cắm cái ngõng ấy vào một cái lỗ đục trên một thanh gỗ đặt trên sàn.
Nhà tre vách nhưng có thêm lớp đố, bên ngoài buộc rất cầu kỳ như là một lớp trang trí.
Bộ khung nhà kết cấu đơn giản. Có làm vì kèo nhưng vẫn trên cơ sở của vì cột. Tổ chức mặt bằng đơn giản.

## Hôn nhân, gia đình
Người Ba Na cho phép tự do tìm hiểu và lựa chọn bạn đời, việc cưới xin đều theo nếp cổ truyền. Vợ chồng trẻ ở luân phiên mỗi bên một thời gian, theo thỏa thuận giữa hai gia đình hai bên, sau khi sinh con đầu lòng mới làm nhà riêng. Trẻ em luôn đợc người khác yêu quý.
Các con được thừa kế gia tài như nhau. Trong gia đình, mọi người sống hòa thuận bình đẳng. Người Ba Na thờ cúng nhiều thần linh.
Dân làng không đặt trùng tên nhau. Trong trường hợp những người trùng tên gặp nhau, họ làm lễ kết nghĩa, tùy tuổi tác mà xác lập quan hệ anh-em, cha-con, mẹ-con.
Người Ba Na không có họ, nhưng để phân biệt thì sẽ thêm chữ A vào tên cho nam (ví dụ: A Huy, A Lâm), và chữ Y vào tên cho nữ (ví dụ: Y Đai, Y Nhok).
Tên của người Ba Na thường được chọn là từ không có nghĩa. Tuy nhiên đôi khi cái tên lại có nghĩa. Ví dụ như tên các nhân vật trong các câu chuyện cổ và sử thi Ba Na: Rang Hơnglong (ánh sao), Rang Hu (ánh bạc), Rang Mah (ánh vàng), Rang Theng (hoa sen), Rang Tơdap (bông gạo), Rang Blo (hoa sổ) đối với nữ; Dăm Sem Treng (Chim Treng), Dăm Sem Hlum (chim bói cá), Dăm Tre Wet (chim te te), Dăm Sem Plenh (chim én) đối với nam.
Một số gia đình có thói quen đặt tên con theo phụ âm đầu của cha hoặc mẹ. Ví dụ: cha tên là A Phan thì các con có thể là A Phu, A Pham, Y Phat, Y Phui,... Các cặp vợ chồng gặp khó khăn trong việc có con sẽ chọn những cái tên xấu (ví dụ: "Ier" nghĩa là gà, "Ko" nghĩa là chó, "Meo" nghĩa là mèo, "Nhung" nghĩa là heo), với quan niệm rằng đứa trẻ mang cái tên xấu sẽ không bị bắt đi.

### Hôn nhân
Trước đây, trai gái Ba Na khi đến tuổi trưởng thành (20 tuổi đối với nam; 18 tuổi đối với nữ), được tự do yêu thương, tìm hiểu lẫn nhau, nhưng quyền quyết định đi đến hôn nhân không phải không có ảnh hưởng của cha mẹ. Trong thực tế, nhiều khi cha mẹ can thiệp rất nhiều vào chuyện hôn nhân của con cái. Thậm chí, trong một số trường hợp, quyết định gả cưới của cha mẹ hoàn toàn đi ngược lại mong muốn của các con. Chính vì vậy, trong ngôn ngữ của người dân ở đây tồn tại hai thuật ngữ hôn nhân. Trong tường hợp trai gái tự do yêu đương và tìm người bạn đời tiến tới hôn nhân, người dân gọi là chărơihkơ ding (hôn nhân tự chọn); trường hợp cha mẹ quyết định gả bán con theo ý kiến riêng của mình, người dân gọi là mẽ bă pơ giao ăn (cha mẹ gả bán).
Trong thời điểm hiện nay, trai gái yêu thương và tự nguyện đến với hôn nhân phổ biến hơn nhiều so với quyết định gả bán của cha mẹ. Tuổi kết hôn cũng đang có xu hướng tăng lên, thường con trai trên 25 tuổi mới lấy vợ, con gái khoảng 20 tuổi mới lấy chồng. Việc gả bán con cái theo ý riêng của cha mẹ thường chỉ xảy ra giữa gia đình giàu có với gia đình nghèo vì lý do kinh tế, hay sắc đẹp. Các gia đình tương đương về điều kiện kinh tế, về địa vị xã hội thì con cái của họ phần lớn tự do tìm hiểu để đi đến hôn nhân. Tiêu chuẩn lựa chọn bạn đời, lựa chọn thông gia dựa trên việc so sánh giàu nghèo đã ít còn được đặt ra như trong quá khứ. Sự chênh lệch tuổi tác giữa nam và nữ (thậm chí chênh lệch nhiều) cũng không phải là điều quan trọng. Vấn đề mang tính quyết định để đi đến hôn nhân, trong thời điểm hiện tại là trai gái phải thương yêu nhau. Tiêu chuẩn hàng đầu để các chàng trai, cô gái nơi đây chọn bạn đời chính là đạo đức, sức khoẻ và tính cần cù, siêng năng và thạo việc.
Đối với người Ba Na, hôn nhân một vợ một chồng từ lâu đã mang tính phổ biến và bền vững. Trong làng, vào thời điểm hiện tại, tất cả đều là các gia đình một vợ một chồng sinh sống cùng con cái. Dù do cha mẹ gả bán hay do họ tự tìm đến với nhau do tiếng gọi của tình yêu thì hầu như tất cả các cặp vợ chồng đều sống với nhau hạnh phúc đến đầu bạc, răng long. Rất ít trường hợp li dị. Các lý do dẫn đến li dị giữa các cặp vợ chồng thường là do người vợ vô sinh, đàn ông ngoại tình hay có những bất hòa không giải quyết được dẫn đến chửi mắng, đánh đập nhau. Hiện nay, giải quyết vấn đề li dị của các cặp vợ chồng không chỉ dừng lại ở quyết định của Hội đồng già làng như trước kia, mà phải được đưa ra xử lý theo pháp luật hiện hành của Nhà nước. Tuy nhiên, khi vừa xảy ra những lục đục giữa các cặp vợ chồng trong làng, Hội đồng già làng, thông qua Tổ hòa giải đã thể hiện vai trò của mình. Nếu việc hoà giải không đạt được kết quả như ý, hai vợ chồng vẫn quyết ly dị thì họ buộc phải đưa vụ việc ra giải quyết trước luật pháp.
Là một dân tộc theo nguyên tắc ngoại hôn dòng họ nên phong tục của người Ba Na khuyến khích những đôi trai gái khác dòng họ kết hôn với nhau. Nếu xác định được rõ ràng hai người trong cùng một krung ktum (dòng họ) thì chuyện cưới xin khó xảy ra. Tuy nhiên, do có sự phân biệt giữa họ gần và họ xa nên nguyên tắc hôn nhân ngoài dòng họ ở đây được thực thi với hai cấp độ khác nhau:
Thứ nhất, toàn bộ các thành viên nam nữ thuộc họ gần (krung ktum gel), tức là con cháu trong vòng ba đời của một ông bà tổ, bao gồm cả bên cha và bên mẹ, như: con cô, con cậu, con chú con bác, con dì con già; cháu cô cháu cậu, cháu chú cháu bác, cháu dì cháu già...(còn gọi là gia đình) tuyệt đối không có quan hệ tính giao và hôn nhân. Với người Gia-rai, một dân tộc láng giềng, cư trú tập trung tại tỉnh Gia Lai, không có sự ngăn cấm kết hôn một cách nghiêm ngặt giữa hai người cùng một dòng họ thuộc đời thứ ba, nhất là con cô con cậu. Người Ba Na làng Kon Rờ Bàng ở Kon Tum thì khác, nếu ai vi phạm quy định đó tức đã mắc tội loạn luân (ha găm) và bị làng xử phạt rất nặng theo luật tục. Họ cho rằng người cùng một dòng họ lấy nhau là trái với đạo đức, khiến thần linh nổi giận gây ra các tai họa để trừng phạt con người như cháy làng, dịch bệnh, mất mùa... Dòng họ nào để xảy ra chuyện đó sẽ phải chuẩn bị đủ ba con trâu, ba con dê, ba con gà và 3 ché rượu để cúng thần nhà rông, thần nước để giải hạn cho dân làng và chính hai gia đình đó. Nghi thức quan trọng nhất trong lễ cúng là chủ làng đọc lời cúng mời giàng về ăn uống và dân làng buộc đôi trai gái bị phạt lấy một ít tiết của con vật hiến sinh hòa với rượu, đổ vào vỏ bầu mang đến từng nhà trong làng, dùng cành cây tre nhúng vào quả bầu đựng nước rồi quết lên chân cầu thang với ngụ ý xua đuổi, tẩy uế mọi rủi ro tai họa, mong giàng đừng bắt tội dân làng...
Thứ hai, các thành viên nam, nữ thuộc họ xa (krung ktum gel), tức là con cháu của một ông bà tổ, từ đời thứ bốn trở lên, tính theo đằng cha, cũng có thể lấy được nhau, nhưng phải làm một lễ cúng nhỏ tạ lỗi với tổ tiên. Khi đó họ sẽ không mắc vào tội loạn luân và không vi phạm luật tục.(đời thứ 5 mới lấy được)
Những trường hợp nam, nữ quan hệ tình cảm sâu nặng với nhau mà không đi đến hôn nhân, không làm thủ tục cưới hỏi thì làng thì bắt vạ một con dê, một con bò, hoặc một con gà. Trước thập niên 1960, trai gái chưa cưới xin có quan hệ với nhau lỡ có con, phải tiến hành lễ cúng thần trước khi trỉa lúa, vào khoảng đầu tháng 4, với lễ vật là một con dê và một con lợn. Người dân quan niệm các trường hợp vi phạm này đã làm ảnh hưởng đến thần đất, thần lúa nên buộc phải tiến hành lễ cúng phạt trước khi trỉa lúa nếu không dân làng sẽ mất mùa, đói kém. Vào ngày tổ chức nghi lễ, những con lợn, dê lễ vật được giết thịt lấy máu trộn với rượu. Cũng tương tự như những người mắc tội loạn luân, đôi trai gái phạm tội phải lần lượt mang thứ máu chộn rượu đó bôi vào chân từng chiếc cầu thang lên nhà trong làng, vừa bôi vừa xin lỗi mọi người xin đừng nhớ, xin bỏ qua chuyện cũ... Trong trường hợp người con gái có chửa mà không chịu khai ra bố của đứa trẻ thi cô ta sẽ phải chịu hình phạt một mình, từ trách nhiệm chuẩn bị lễ vật tới việc thực hiện các thủ tục trong lễ cúng. Trường hợp hai bên cùng nhau nhận lỗi thì chàng trai phải chịu trách nhiệm cao hơn. Không chỉ chuẩn bị lễ vật nộp phạt và thực hiện nghi lễ, người con trai còn phải cưới cô gái làm vợ và chăm sóc, nuôi dưỡng đứa trẻ nên người. Nếu đã bị phát hiện và thừa nhận là cha của đứa trẻ mà không cưới cô gái và không chịu chăm sóc đứa trẻ, ngoài việc nộp phạt cho làng, chàng trai còn phải đền cho cô gái một con bò. Trường hợp người con gái có quan hệ với nhiều người con trai, khi có thai, chàng trai có quan hệ với cô sau cùng phải đền nhiều hơn hoặc có thể chia thành các phần trách nhiệm đều nhau.
Theo phong tục truyền thống của người Ba Na làng Kon Rờ Bàng, những trường hợp chồng hay vợ chết sớm chưa được làm lễ bỏ mả, người goá có thể tái giá, nhưng trước đó phải tiến hành một lễ cúng với lễ vật gồm một ghè rượu, một con gà. Sau khi tiến hành nghi lễ, việc tái giá của người goá được dân làng đồng tình, ủng hộ. Vì vậy, nghi lễ này cũng có vai trò tương tự lễ bỏ mả. Tuy nhiên, đó là lễ bỏ mả sớm. Thời gian sớm nhất có thể thực hiện nghi lễ này là 3 năm sau khi người chồng hoặc người vợ mất đi. Trong trường hợp người goá có quan hệ trai, gái trước thời điểm này sẽ bị làng phạt một bò làm lễ cúng, vì tội vi phạm quy định hôn nhân. Sau khi người mẹ chết, nếu bố lấy vợ mới, con cái thường không ở với bố và mẹ kế mà về sống với ông bà nội. Chỉ khi ông bà nội cũng đã mất, không còn nơi nương tựa, con của người vợ trước mới ở chung với người vợ sau của bố. Trong trường hợp người đàn ông đang sống cùng vợ con, nhưng lại có quan hệ tình cảm sâu nặng với người phụ nữ khác, luật tục bắt buộc ông ta phải làm thủ tục li dị, bỏ người vợ trước mới có quyền cưới người vợ sau.
Về trai gái khi quen nhau nếu người con gái có bầu mà người trai không nhận thì người trai sẽ bị làng phạt vạ theo tục lệ mỗi làng để cúng ma làng như mỗ trâu mỗ lợn và vài ghè rượu mời chức sắc trong làng đến uống, nếu không sẽ bị đuổi khỏi làng...

## Kinh tế
Người Ba Na sinh sống nhờ nông nghiệp, chủ yếu là trồng rẫy. Cùng với trồng trọt, từng gia đình thường có nuôi gia cầm, gia súc như trâu, bò, dê, lợn, gà. Chó cũng được nuôi nhưng không bị giết thịt. Hầu như mỗi làng đều có lò rèn. Một số nơi biết làm đồ gốm đơn giản, phụ nữ dệt vải tự túc đồ mặc trong gia đình. Đàn ông đan chiếu, lưới, các loại gùi, giỏ, mủng... Việc mua bán theo nguyên tắc hàng đổi hàng, xác định giá trị bằng gà, rìu, gùi thóc, lợn hay nồi đồng, ché, chiêng, cồng, trâu, v.v...

## Văn hoá

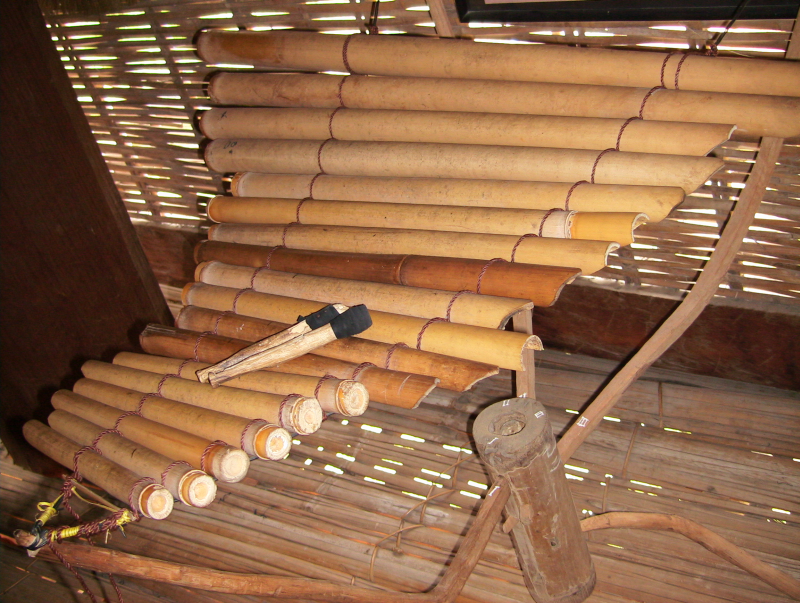
Đàn T'rưng của người Ba Na.

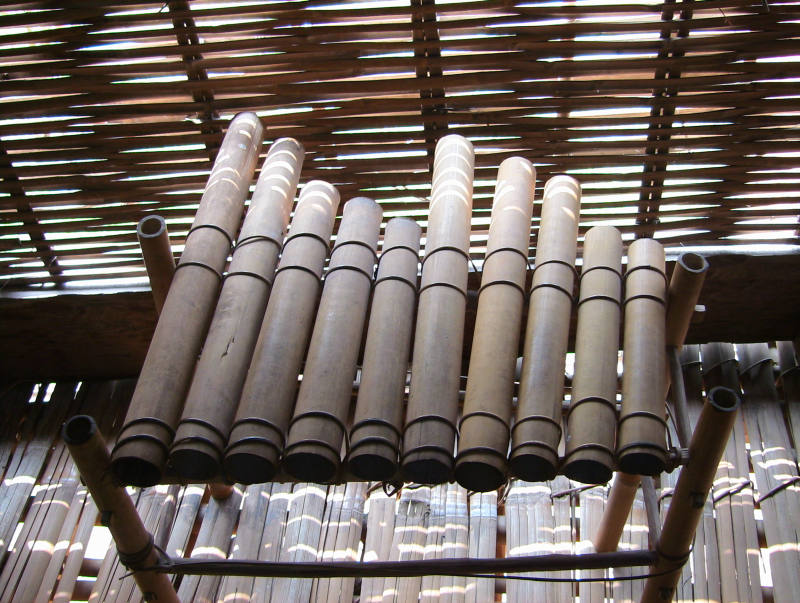
Klong put của người Ba Na.

Nhạc cụ đa dạng của người Ba Na gồm cồng, chiêng kết cấu đa dạng, đàn: t'rưng, khinh khung, gôông, klông pút, kơni, kèn: tơ nốt, arơng, tơ tiếp,... Nghệ thuật chạm khắc gỗ phát triển. Trong kho tàng văn nghệ dân gian, còn phải kể đến các làn điệu dân ca, các điệu múa trong những ngày hội hay các nghi lễ tôn giáo. Những hình thức trang trí sinh động trên nhà rông và đặc biệt những tượng nhà mồ v.v... mộc mạc, đơn sơ, nhưng tinh tế và sinh động như cuộc sống của người Ba Na.
Nhóm Giơ Lâng là một nhánh của dân tộc Ba Na sống tập trung ở các xã Tân Lập, Đăk Pne, Đăk T'Re và TT.Đăk R've (H.Kon Rẫy, Kon Tum). Với tín ngưỡng đa thần, vạn vật hữu linh, người Giơ Lâng có rất nhiều lễ hội liên quan đến vòng đời con người, cây trồng, vật nuôi, trong đó có lễ Ét Đông thờ con dúi. Đây là lễ hội lớn của người Giơ Lâng, là tết cổ truyền của cả cộng đồng. Theo tiếng của người Giơ Lâng, Ét Đông có nghĩa là tết con dúi. Lễ hội này ra đời, tồn tại và phát triển gắn liền với hoạt động sản xuất nương rẫy cùng với tín ngưỡng văn hóa truyền thống của cộng đồng làng. Đây là nghi lễ đặc biệt quan trọng, thể hiện sự tôn thờ của cả cộng đồng đối với các vị thần tự nhiên (tín ngưỡng sùng bái tự nhiên), đặc biệt là với Yàng Sơri, Yàng Đăk, Yàng Kong hay Yàng Kră, Yàng Kơđrang. Từ xa xưa người Giơ Lâng thờ thần rắn nên tổ chức tết con rắn. Sau thời gian chiêm nghiệm, dân làng thấy rắn có lúc rất no nhưng đôi khi lại rất đói, không có nguồn thức ăn thường xuyên, ổn định. Trong khi đó, thức ăn của dúi là rễ cây nên quanh năm suốt tháng chẳng bao giờ sợ thiếu thức ăn. Loài dúi lại không phá hoại mùa màng như lũ chuột đồng nên dân làng đã chuyển sang thờ thần dúi. Từ đây, dúi trở thành linh vật, biểu tượng của sự cần cù và siêng năng, cả năm không bị đói của cộng đồng người Giơ Lâng

## Trang phục

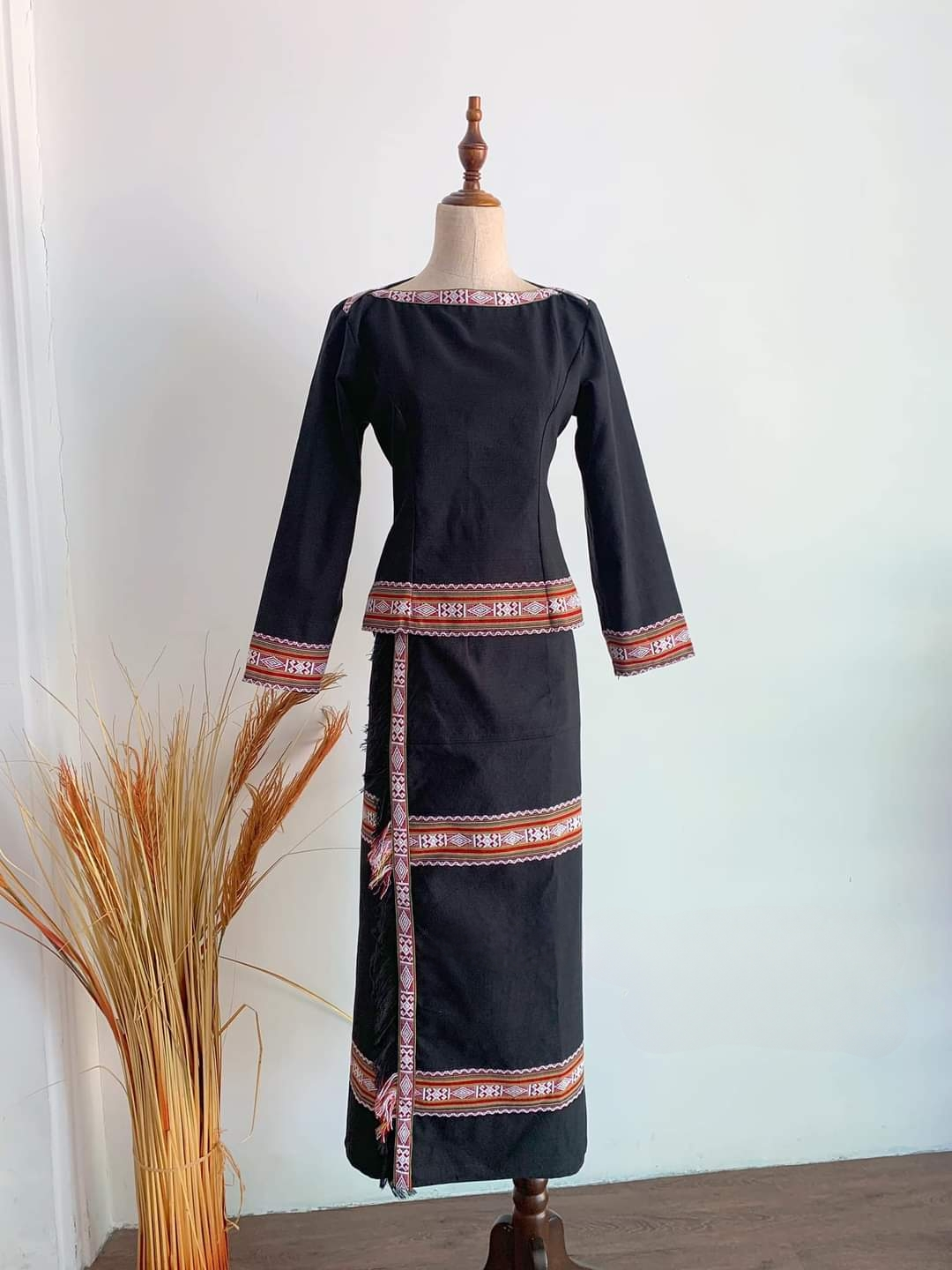
Trang phục nữ "Bahnar Rơngao"

- Trang phục nam: nam giới Ba Na mặc áo chui đầu, cổ xẻ. Đây là loại áo cộc tay, thân áo có đường trang trí sọc đỏ chạy ngang, gấu áo màu trắng. Nam mang khố hình chữ T theo lối quấn ngang dưới bụng, luồn qua háng rồi che một phần mông. Ngày rét, họ mang theo tấm choàng. Ngày trước nam giới búi tóc giữa đỉnh đầu hoặc để xõa tóc. Nếu có mang khăn thì thường chít theo kiểu đầu rìu. Trong dịp lễ bỏ mả, họ thường búi tóc sau gáy và cắm một lông chim công. Nam cũng thường mang vòng tay bằng đồng.
- Trang phục nữ: Phụ nữ Ba Na ưa để tóc ngang vai, có khi búi và cài lược hoặc lông chim, hoặc trâm bằng đồng, thiếc. Có nhóm không chít khăn mà chỉ quấn bằng chiếc dây vải hay vòng cườm. Có nhóm như ở An Khê, Mang Giang hoặc một số nơi khác họ chít khăn trùm kín đầu, khăn chàm quấn gọn trên đầu. Trước đây, họ đội nón hình vuông hoặc tròn trên có thoa sáp ong để khỏi ngấm nước, đôi khi có áo tơi vừa mặc vừa che đầu. Họ thường đeo chuỗi hạt cườm ở cổ và vòng tay bằng đồng xoắn ốc dài từ cổ đến khủy tay (theo kiểu hình nón cụt). Nhẫn được dùng phổ biến và thường được đeo ở hai, ba ngón tay. Tục xả tai phổ biến vừa mang ý nghĩa trang sức vừa mang ý nghĩa tín ngưỡng của cộng đồng. Hoa tai có thể là kim loại, có thể là tre, gỗ. Tục cà răng mang theo quan niệm của cộng đồng hơn là trang sức. Phụ nữ Ba Na mặc áo chủ yếu là loại chui đầu, ngắn thân và váy. Áo có thể cộc tay hay dài tay. Váy là loại váy hở, thường là ngắn hơn váy của người Ê Đê, ngày nay thì dài như nhau. Quanh bụng còn đeo những vòng đồng và cài tẩu hút thọc vào đó.

Về tạo hình áo váy, người Ba Na không có gì khác biệt mấy so với dân tộc Gia-rai hoặc Ê-đê. Tuy nhiên, nó khác nhau ở phong cách mỹ thuật trang trí hoa văn, bố cục trên áo váy của người Ba Na. Theo nguyên tắc bố cục dải băng theo chiều ngang thân người, dân tộc Ba Na dành phần chính ở giữa thân áo và váy với diện tích hơn một nửa áo, váy cũng như hai ống tay để trang trí hoa văn (chủ yếu là hoa văn với các màu trắng đỏ), nền chàm còn lại của áo váy không đáng kể so với diện tích hoa văn. Thắt lưng váy được dệt thêu hoa văn và tua vải hai đầu, được thắt và buông thõng dài hai đầu sang hai bên hông.

## Các nhân vật
| Tên                                      | Sinh thời | Hoạt động |
| ---------------------------------------- | --------- | --- |
| Người Ba Na nổi tiếng trong giới Showbiz |           | |
| Siu Black                                | 1967-...  | Ca sĩ nhạc nhẹ Việt Nam theo phong cách rock, được người hâm mộ gọi là "Họa mi của núi rừng Tây Nguyên", đã tham dự nhiều cuộc thi và đoạt rất nhiều giải thưởng trong và ngoài nước. Quê thành phố Kon Tum, tỉnh Kon Tum.                                 |
| Các nhân sự Nhà nước                     |           | |
| Wừu (Bok Wừu)                            | 1905-1952 | Liệt sĩ, Anh hùng LLVTND thời kỳ Kháng chiến chống Pháp. Quê xã Đăk Sơ Mei, huyện Đak Đoa, tỉnh Gia Lai. |
| Đinh Núp                                 | 1914-1999 | Thường gọi là Anh hùng Núp, người lãnh đạo nhân dân Tây Nguyên chống lại thực dân Pháp, nổi tiếng với sự kiện năm 1935 "dùng nỏ bắn Pháp chảy máu". Ông là Đại biểu Quốc hội Việt Nam, Ủy viên UBTVQH VN khóa 6. Quê xã Tơ Tung, huyện Kbang, tỉnh Gia Lai |
| Y Brơm                                   | 1940-2013 | Nghệ sĩ và biên đạo múa, với các tác phẩm múa mang âm hưởng Tây Nguyên. Quê xã Lơ Pang, huyện Mang Yang, tỉnh Gia Lai |
| Hà Sơn Nhin                              | 1954-...  | Đại biểu Quốc hội Việt Nam khóa 11, 12, 13, Bí thư Tỉnh ủy Gia Lai (2010-2015), Ủy viên BCHTW Đảng CSVN khóa 11. Quê xã Sơn Lang, huyện Kbang, tỉnh Gia Lai                                                                                                |
| Ksor Nham                                | 1960-...  | (Người mang hai dòng máu Gia Rai và Ba Na) Trung tướng CANDVN, Chủ tịch HĐND tỉnh Gia Lai (2004-2006). Quê xã Tơ Tung, huyện Kbang, tỉnh Gia Lai |
| Hồ Văn Niên                              | 1975-...  | Đại biểu Quốc hội Việt Nam khóa 14. Quê xã Yang Bắc, huyện Đak Pơ, tỉnh Gia Lai. |
| A Đuh                                    | 1954-...  | Nhạc sĩ nhạc nhẹ Tây Nguyên theo phong cách rock, được người hâm mộ gọi là hoàng du núi rừng Tây Nguyên, mặc dù đã nghỉ hưu nhưng ông đã sáng tác, viết nhạc cho quê nhà, ông là người Rơngao (Bahnar) ở xã Đăk La, huyện Đăk Hà tỉnh Kon Tum.             |